# 2006 في لبنان
فيما يلي قوائم الأحداث التي وقعت خلال عام 2006 في لبنان.

## أحداث
- 12 يوليو – عملية الوعد الصادق
- 12 يوليو – حرب لبنان 2006

## أفلام
من الأفلام التي صدرت هذه السنة في لبنان:
- 1 يناير – فلافل من إخراج ميشيل كمون.

## كتب
من الكتب التي صدرت هذه السنة في لبنان:
- 1 يناير – أنتعل الغبار وأمشي من تأليف مي منسى.

## وفيات

### يونيو
- 15 يونيو – مسعود الخوند (مواليد 1947) كاتب لبناني.

### يوليو
- 7 يوليو – إلياس الهراوي (مواليد 1926) سياسي لبناني.
- 29 يوليو – خالد أحمد بزي (مواليد 1969)

### نوفمبر
- 21 نوفمبر – بيار أمين الجميل (مواليد 1972) سياسي لبناني.